# Mary Lavin
Pour les articles homonymes, voir Lavin (homonymie).
Mary Lavin est une écrivaine irlandaise d'origine américaine (née le 11 juin 1912 à Walpole (Massachusetts) et morte le 25 mars 1996  à Dublin) principalement connue pour ses recueils de nouvelles qui racontent les problèmes complexes mais bien définis des populations rurales irlandaises.
(James Tait Black Memorial Prize)